# Перкова
Перкова — деревня в Кудымкарском районе Пермского края. Входила в состав Белоевского сельского поселения. Располагается на реке Сылве северо-западнее от города Кудымкара у автодороги Кудымкар-Гайны. Расстояние до районного центра составляет 26 км. По данным Всероссийской переписи населения 2010 года, в деревне проживал 121 человек (61 мужчина и 60 женщин).

## История
По данным на 1 июля 1963 года, в деревне проживало 266 человек. Населённый пункт входил в состав Белоевского сельсовета.